# Ogadeni
Els ogadeni o ogaden (somali: ogaadeen; àrab: أوجادين, Ūjādīn) són els membres d'un important clan somali, un dels principals de la confederació de clans darod. Poèticament se l'anomena «el clan del milió d'herois». Els ogadeni viuen principalment a Ogaden (Etiòpia) i al nord-est de Kenya, i també al Jubaland.

## Subclans
1.miyir wallal
2.makabul
Miyir walal
1. Baahale 
2. Talamugge
bahale
1 cawlyahan
2 bah geri
3 m.zubeer
talomoge
1. abduwak
2. cabdalle
3. rer maxamad